# Opetci
Opetci är en ort i Bosnien och Hercegovina.   Den ligger i entiteten Republika Srpska, i den östra delen av landet, 70 km öster om huvudstaden Sarajevo. Opetci ligger 593 meter över havet och antalet invånare är 120.
Terrängen runt Opetci är kuperad åt nordost, men åt sydväst är den bergig. Närmaste större samhälle är Milići, 9,3 km nordväst om Opetci. 
Omgivningarna runt Opetci är en mosaik av jordbruksmark och naturlig växtlighet. Runt Opetci är det ganska tätbefolkat, med 67 invånare per kvadratkilometer.